# Proctacanthus rubicornis
Proctacanthus rubicornis är en tvåvingeart som beskrevs av Macquart 1838. Proctacanthus rubicornis ingår i släktet Proctacanthus och familjen rovflugor. Inga underarter finns listade i Catalogue of Life.